# Sågmyra kyrka

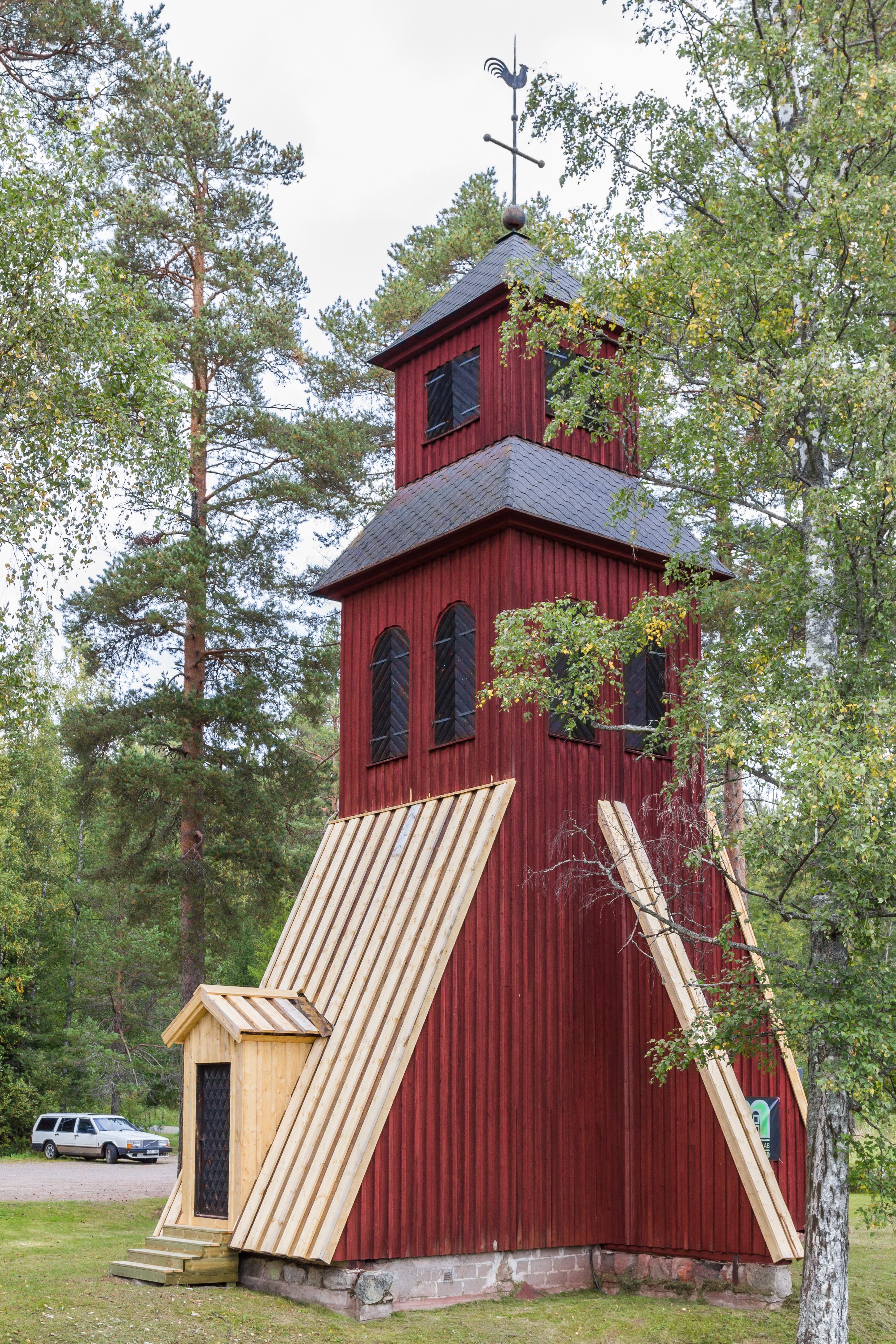
Klockstapeln

Sågmyra kyrka är en kyrkobyggnad i Falu kommun. Den är församlingskyrka i Bjursås församling, Västerås stift.

## Kyrkobyggnaden
Kyrkan uppfördes 1970 efter ritningar av Lars Ridderstedt och invigdes i april samma år. Byggnaden har en stomme av liggtimmer och täcks av ett plåtklätt sadeltak.
I anslutning till kyrkan finns en askgravplats. Öster om kyrkan finns en fristående klockstapel klädd med faluröd träpanel. Orgeln byggdes 1970 av Robert Gustavsson Orgelbyggeri AB, Härnösand.
| Manual (svällare) C-g3 | Pedal C-d1 | Koppel  |
| ---------------------- | ---------- | ------- |
| Gedackt 8'             | Subbas 16' | Man/Ped |
| Principal 4' (fasad)   |            |         |
| Rörflöjt 4' B/D        |            |         |
| Waldflöjt 2'           |            |         |
| Scharf II B/D          |            |         |

### Webbkällor
- Information från Svenska kyrkan